# کاخ ریاست‌جمهوری (تالین)
کاخ ریاست‌جمهوری (انگلیسی: Presidential Palace) ساختمانی در منطقه کادریورگ، تالین، استونی است.
این ساختمان که در سال ۱۹۳۸ با معماری نئوباروک ساخته شده محل رسمی اقامت رئیس‌جمهور استونی است.
طراح این ساختمان آلار کوتلی بوده و کونستانتین پاتس اولین رییس جمهور استونی در این کاخ اقامت کرد.

## نگارخانه

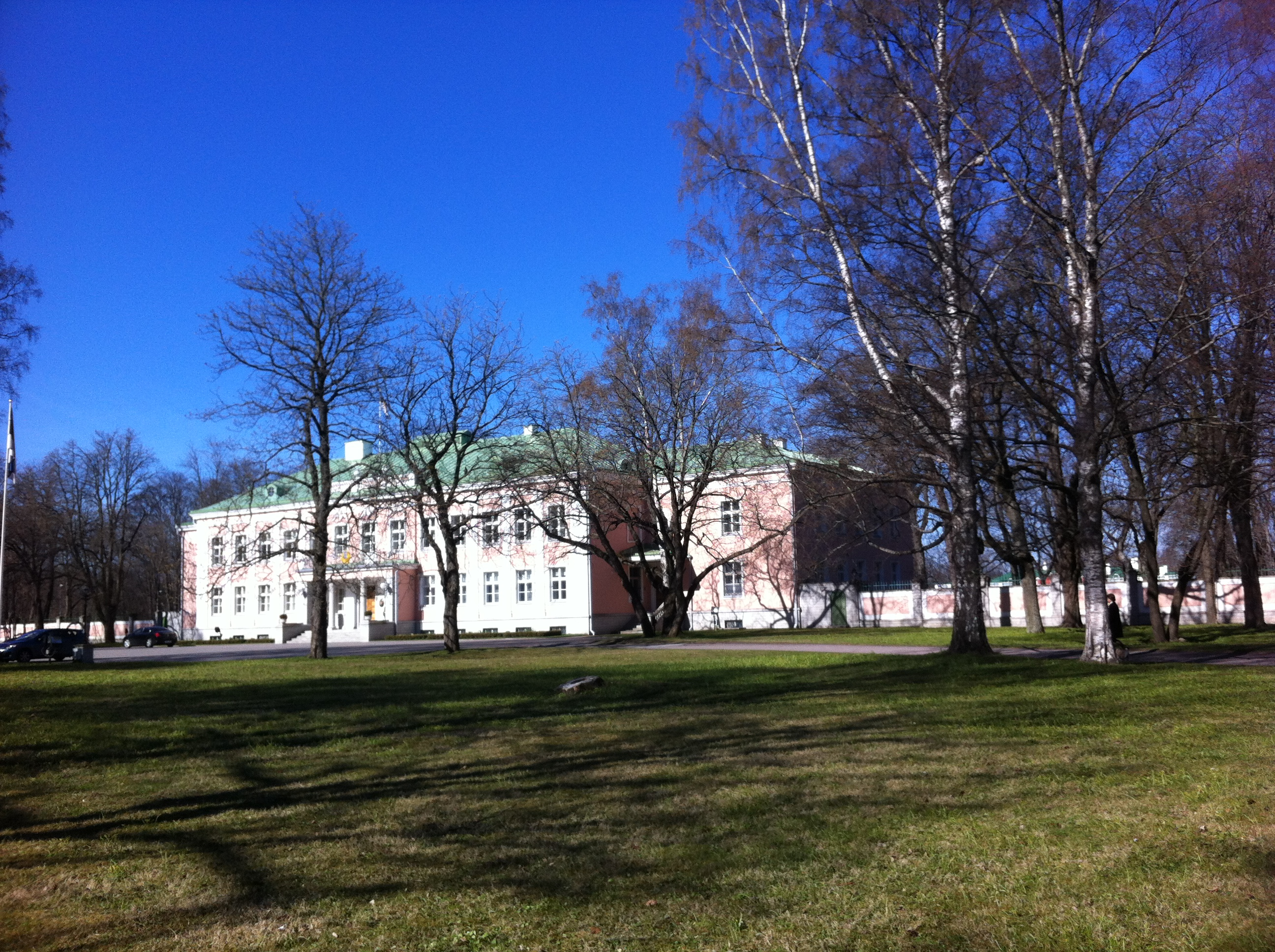
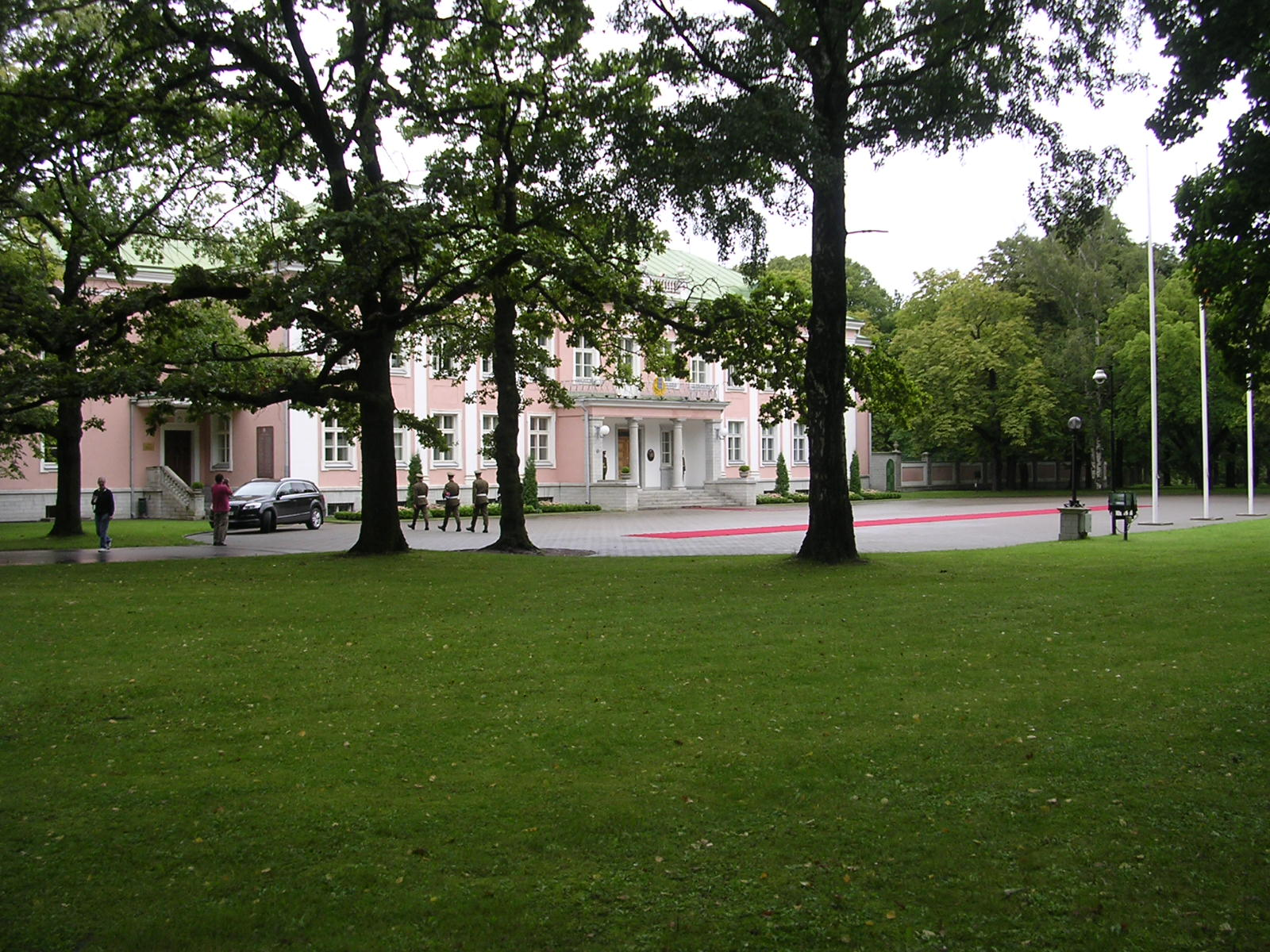
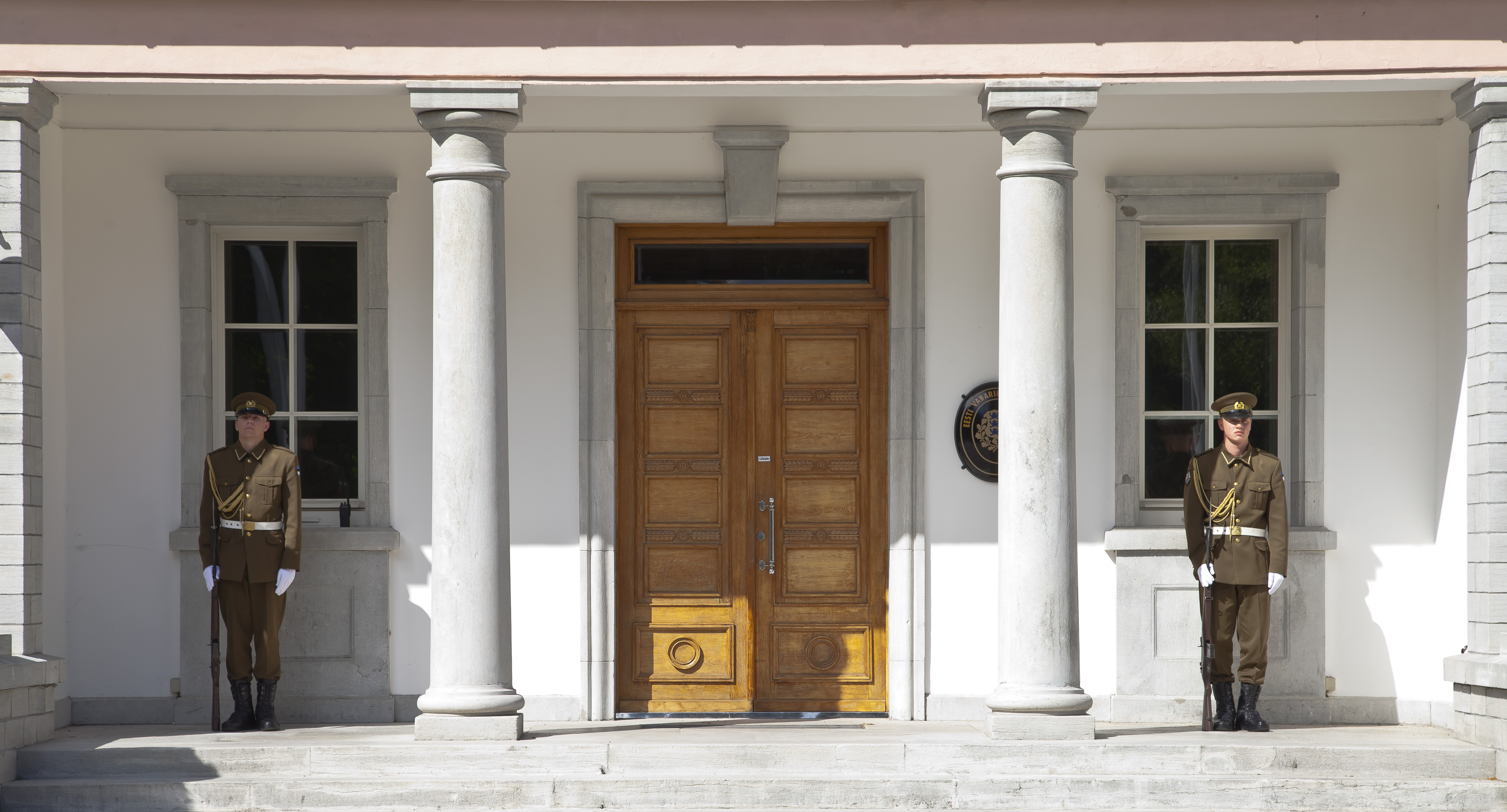
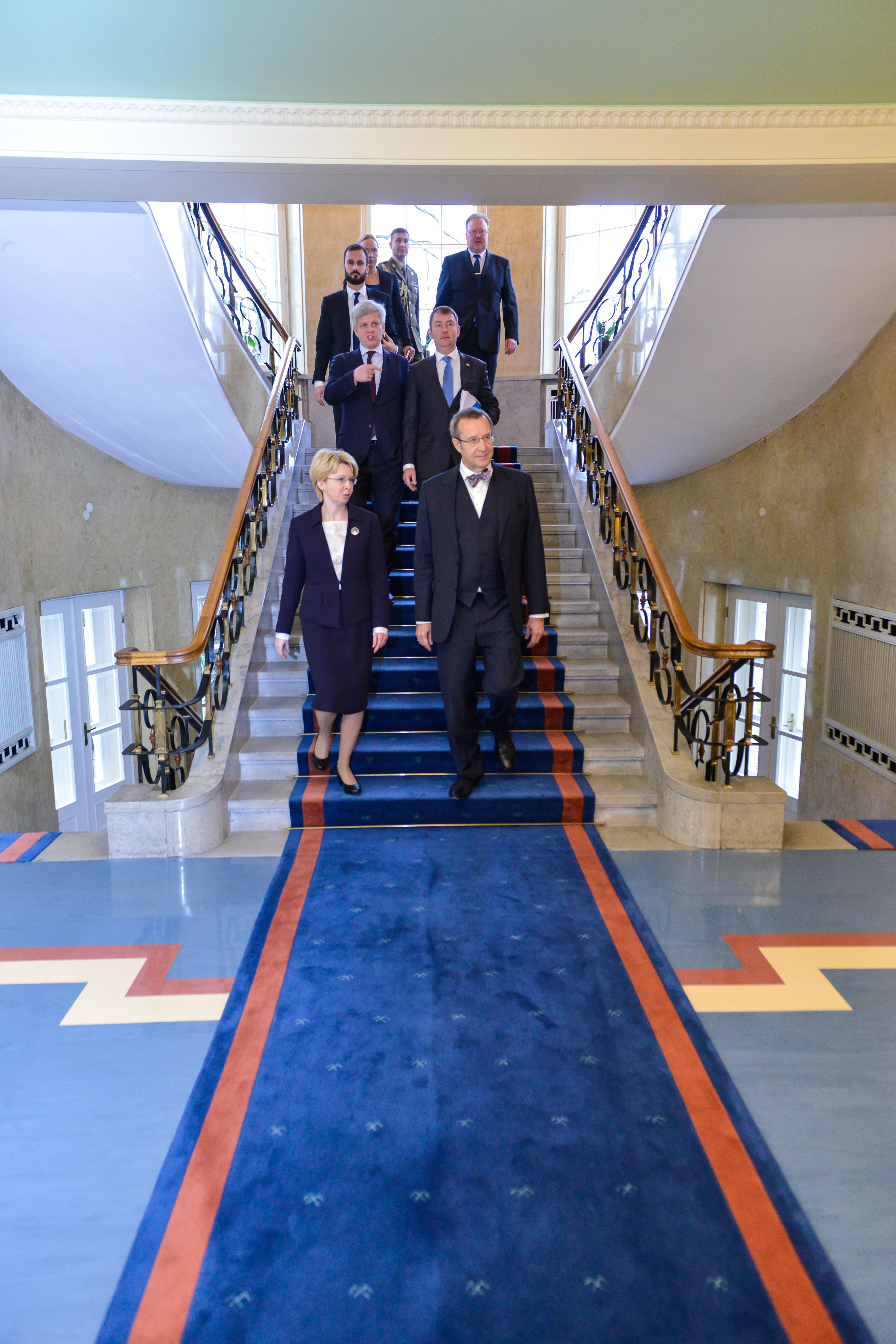